# Намфи, Анри
Анри́ Намфи́ (фр. Henri Namphy; 2 ноября 1932 — 26 июня 2018) — гаитянский военный и политический деятель, председатель Национального совета Гаити с февраля 1986 по февраль 1988 года, президент Гаити с июня по сентябрь 1988 года.

## Биография
Родился в Кап-Аитьене.
После падения режима Жан-Клода Дювалье, который бежал из страны со своей семьей в 1986 году, генерал-лейтенант Намфи стал председателем Национального совета, состоящего из 6 гражданских и военнослужащих, которые обещали выборы и демократические реформы. Его режим получил кличку «дювальеризм без Дювалье».
Вскоре возникли новые проблемы: в первые недели Намфи в стране начались беспорядки и грабежи. В марте 1986 года, когда насилие охватило столицу Гаити Порт-о-Пренс, Намфи уволил трех членов Совета, которые имели тесные связи с режимом Дювалье. Тем временем в стране продолжались забастовки и демонстрации.
В октябре 1986 года состоялся созыв Учредительного собрания для подготовки проекта конституции. Первая попытка проведения выборов в ноябре 1987 года сорвалась, когда было убито около трёх десятков избирателей. В январе 1988 года Лесли Манига выиграл президентские выборы. 20 июня Манига был свергнут Намфи, который оставался у власти до 17 сентября 1988 года, когда он был свергнут в результате очередного переворота, организованном Проспером Аврилем.
Умер 26 июня 2018 года от рака лёгких, находясь после свержения в изгнании на территории соседней Доминиканской Республики. Похоронен в Доминиканской Республике.